# Renac
Renac är en kommun i departementet Ille-et-Vilaine i regionen Bretagne i nordvästra Frankrike. Kommunen ligger i kantonen Redon som tillhör arrondissementet Redon. År 2022 hade Renac 1 032 invånare.

## Befolkningsutveckling
Antalet invånare i kommunen Renac
Referens:INSEE